# Samira Ibrahim (présentatrice)
Pour les articles homonymes, voir Samira Ibrahim.
Samira Ibrahim, née le 6 juillet 1977 à Beyrouth, est une journaliste et présentatrice de télévision française.

## Biographie
Née au Liban d'un père soudanais et d'une mère égyptienne, Samira arrive à Paris à l'âge de cinq ans. Elle a fait des études de droit à Paris I et de Langues orientales.
Elle présente différentes émissions sur des chaînes françaises (Demain TV, France Ô et France 2) et sur la chaîne tunisienne Nessma.
Elle rejoint l'agence de presse Reuters pour la réalisation des reportages.
En juin 2011, elle présente avec Julien Courbet Code de la route : à vous de jouer sur France 2.
Journaliste et présentatrice au sein du groupe France Média Monde sur RMC Doualiya et RFI. Elle officie également sur Abu Dhabi TV.
Depuis fin 2011, elle présente le magazine d'informations Investigations tous les mercredis soir sur France Ô. En 2019, elle rejoint la chaîne RMC Story pour présenter Grands Documents.